# Mairead Corrigan
Mairead Corrigan o Mairead Corrigan-Maguire (Belfast, Irlanda del Nord, 27 de gener 1944) fou cofundadora, al costat de Betty Williams i Ciaran McKeown, de Dones per la Pau, que més tard es va convertir en la Community of Peace People (Moviment per la Pau d'Irlanda del Nord), una organització dedicada a buscar solucions pacífiques al conflicte armat nord-irlandès. El 1976 rebé, juntament amb Williams, el Premi Nobel de la Pau.

## Biografia
Nasqué el 27 de gener de 1944 en el si d'una família catòlica de Belfast, capital d'Irlanda del Nord. Cursà estudis primaris en escoles catòliques per entrar a treballar de secretària en una oficina.

### Activisme social
Corringan inicià el seu activisme en favor de la pau en el moment en què tres fills de la seva germana, Anne Maguire, moriren el 10 d'agost de 1976 atropellats pel cotxe de Danny Lennon, un fugitu de l'IRA, el qual havia estat abatut per tropes britàniques.
Betty Williams, antiga membre de l'IRA, fou testimoni de l'accident i inicià la recerca de 6.000 signatures demanant una solució pacífica al conflicte armat nord-irlandès. Corrigan s'uní al treball de William, fundant el moviment Dones per la Pau, que posteriorment va esdevenir el Moviment per la Pau d'Irlanda del Nord. Ambdues aconseguiren reunir als carrers de la ciutat de Belfast més de 35.000 persones demanant una solució pacífica al conflicte, i aconseguiren aplegar-hi tant catòlics com protestants.
El 1976 Betty Williams i Mairead Corrigan foren recompensades amb el Premi Nobel de la Pau per les seves lluites pacífiques en el procés d'Irlanda del Nord mitjançant la fundació del "Moviment per la Pau d'Irlanda del Nord".
El 1981 es casà amb el seu cunyat Jackie Maguire, vidu de la seva germana Anne Maguire, la qual s'havia suïcidat l'any anterior sense poder recuperar-se mai de la mort dels seus tres fills en l'accident de cotxe de 1976. Des de llavors segueix treballant per aconseguir la fi del conflicte armat nord-irlandès, especialment, però també dels altres conflictes armats que afecten el món viatjant arreu del planeta i donant a conèixer els diversos conflictes.
Des de llavors ha continuat implicada en l'activisme social, participant en accions en missió humanitària per les quals de vegades ha estat empresonada, com en el cas del vaixell noliejat el 2009 pel Moviment per una Gaza Lliure, que pretenia trencar el bloqueig marítim i fer arribar ajuda a Gaza, i en el qual Mairead Corrigan s'havia embarcar.
El gener de 2021, fou una de les 50 personalitats que signar el manifest «Dialogue for Catalonia», promogut per Òmnium Cultural i publicat a The Washington Post i The Guardian, a favor de l'amnistia dels presos polítics catalans i del dret d'autodeterminació en el context del procés independentista català. Els signants lamentaren la judicialització del conflicte polític català i conclogueren que aquesta via, lluny de resoldre'l, l'agreuja: «ha comportat una repressió creixent i cap solució». Alhora, feren una crida al «diàleg sense condicions» de les parts «que permeti a la ciutadania de Catalunya decidir el seu futur polític» i exigiren la fi de la repressió i l'amnistia per als represaliats.